# Colom (cràter)
Colom és un cràter d'impacte lunar que es troba aproximadament a la franja de terreny continental situada entre la Mare Fecunditatis a l'est i la Mare Nectaris en l'oest. Es troba al sud del cràter Goclenius, i al nord-oest de Cook.

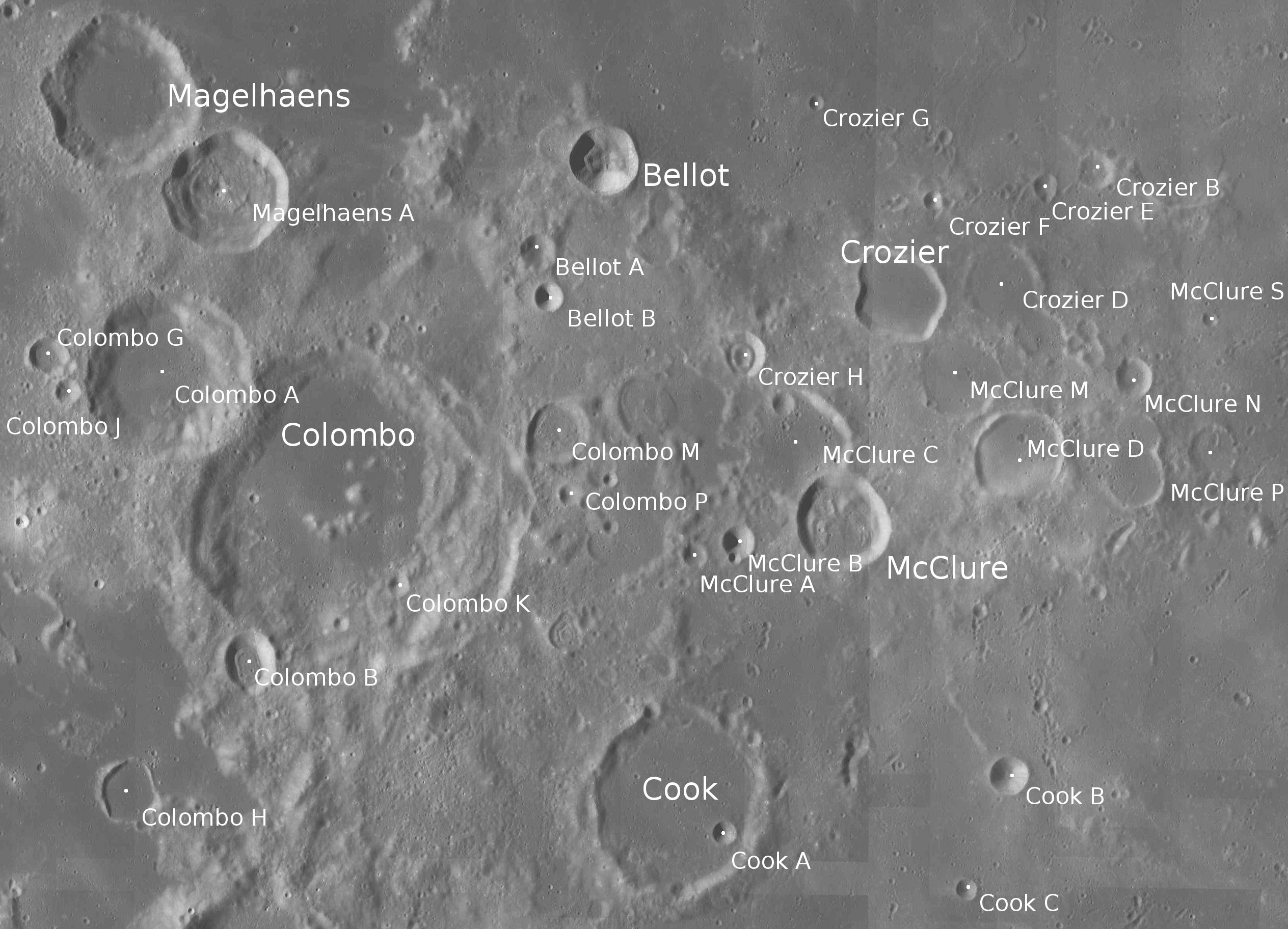
Fotografia de la missió Lunar Reconnaissance Orbiter Localització de Colom (centre esquerra)

La vora de Colom és circular, encara que lleugerament indentada al llarg del nord-oest, on és envaït lleugerament per Colom A. La paret interna és asimètrica, sent molt més estreta al nord i al nord-oest; i més ampla cap al sud-est. La vora apareix una mica erosionada, amb diversos cràters minúsculs situats al llarg del costat sud-est de la paret interna. El petit cràter satèl·lit Colom B travessa la vora del sud-sud-oest.

## Cràters satèl·lit
Per convenció aquests elements són identificats en els mapes lunars posant la lletra en el costat del punt central del cràter que està més prop de Colom.
|         | \| Colombo \| Coordenades \| Diàmetre \| \| ------- \| ------------------------------------ \| -------- \| \| A \| 14° 06′ S, 44° 24′ E / 14.1°S,44.4°E \| 42 km \| \| B \| 16° 24′ S, 45° 12′ E / 16.4°S,45.2°E \| 16 km \| \| E \| 15° 48′ S, 42° 24′ E / 15.8°S,42.4°E \| 17 km \| \| G \| 13° 54′ S, 43° 54′ E / 13.9°S,43.9°E \| 10 km \| \| H \| 17° 24′ S, 44° 06′ E / 17.4°S,44.1°E \| 14 km \| \| J \| 14° 18′ S, 43° 30′ E / 14.3°S,43.5°E \| 7 km \| \| K \| 15° 48′ S, 46° 24′ E / 15.8°S,46.4°E \| 5 km \| \| M \| 14° 36′ S, 47° 48′ E / 14.6°S,47.8°E \| 17 km \| \| P \| 15° 06′ S, 48° 00′ E / 15.1°S,48.0°E \| 5 km \| \| T \| 18° 54′ S, 45° 24′ E / 18.9°S,45.4°E \| 10 km \| |          |
| Colombo | Coordenades | Diàmetre |
| A       | 14° 06′ S, 44° 24′ E / 14.1°S,44.4°E | 42 km    |
| B       | 16° 24′ S, 45° 12′ E / 16.4°S,45.2°E | 16 km    |
| E       | 15° 48′ S, 42° 24′ E / 15.8°S,42.4°E | 17 km    |
| G       | 13° 54′ S, 43° 54′ E / 13.9°S,43.9°E | 10 km    |
| H       | 17° 24′ S, 44° 06′ E / 17.4°S,44.1°E | 14 km    |
| J       | 14° 18′ S, 43° 30′ E / 14.3°S,43.5°E | 7 km     |
| K       | 15° 48′ S, 46° 24′ E / 15.8°S,46.4°E | 5 km     |
| M       | 14° 36′ S, 47° 48′ E / 14.6°S,47.8°E | 17 km    |
| P       | 15° 06′ S, 48° 00′ E / 15.1°S,48.0°E | 5 km     |
| T       | 18° 54′ S, 45° 24′ E / 18.9°S,45.4°E | 10 km    |